# 徳島連隊区
徳島連隊区（とくしまれんたいく）は、大日本帝国陸軍の連隊区の一つ。前身は徳島大隊区である。徳島県の一部または同県全域の徴兵・召集等兵事事務を取り扱った。実務は徳島連隊区司令部が執行した。高知県の一部を管轄した時期もあった。1945年（昭和20年）、同域に徳島地区司令部が設けられ、地域防衛体制を担任した。

## 沿革
1888年（明治21年）5月14日、大隊区司令部条例（明治21年勅令第29号）によって徳島大隊区が設けられ、陸軍管区表（明治21年勅令第32号）により徳島県の全域が管轄区域に定められた。第5師管第10旅管に属した。
1896年（明治29年）4月1日、徳島大隊区は連隊区司令部条例（明治29年勅令第56号）によって連隊区に改組され、旅管が廃止となり第11師管に属した。
1903年（明治36年）2月14日、陸軍管区表が改正され、再び旅管が採用され連隊区は第11師管第22旅管に属した。
日本陸軍の内地19個師団体制に対応するため陸軍管区表が改正（明治40年9月17日軍令陸第3号）となり、1907年（明治40年）10月1日、第11師管第10旅管に属した。
1925年（大正14年）4月6日、日本陸軍の第三次軍備整理に伴い陸軍管区表が改正（大正14年軍令陸第2号）され、同年5月1日、旅管は廃され引き続き第11師管の所属となり、善通寺連隊区が廃止され管轄区域が再び徳島県全域となった。
1940年（昭和15年）8月1日、徳島連隊区は西部軍管区善通寺師管に属することとなった。
1944年（昭和19年）6月16日、善通寺師管が中部軍管区に編入された。1945年には作戦と軍政の分離が進められ、軍管区・師管区に司令部が設けられたのに伴い、同年3月24日、連隊区の同域に地区司令部が設けられた。地区司令部の司令官以下要員は連隊区司令部人員の兼任である。同年4月1日、善通寺師管は善通寺師管区と改称された。同年6月12日、善通寺師管区は四国軍管区に改組された。

## 管轄区域の変遷
1888年5月14日、陸軍管区表（明治21年勅令第32号）が制定され、徳島大隊区の管轄区域は徳島県全域と定められた。1896年4月1日、連隊区へ改組された際に管轄区域の変更はなかった。
1915年（大正4年）9月13日、管轄区域が次のとおり変更された。高知県安芸郡を高知連隊区から編入し、徳島県三好郡・美馬郡・阿波郡・麻植郡を善通寺連隊区へ移管した。
- 徳島県

徳島市・名東郡・板野郡・名西郡・勝浦郡・那賀郡・海部郡　
- 高知県

安芸郡
1920年（大正9年）8月10日、徳島県阿波郡・麻植郡を善通寺連隊区から編入し、高知連隊区へ高知県安芸郡を移管した。
1925年5月1日、陸軍管区表の改正に伴い善通寺連隊区が廃止され、旧善通寺連隊区から三好郡・美馬郡を編入し、再度、徳島県全域を管轄した。その後、廃止されるまで管轄区域に変更はなかった。

## 司令官
徳島大隊区
- （心得）金子忠至 歩兵大尉：1888年5月14日 -

徳島連隊区
- 中島謙吉 歩兵少佐：不詳 - 1901年4月10日
- 平井信義 歩兵少佐：1901年4月10日 - 1902年11月1日
- 宮田百之介 歩兵少佐：1902年11月1日 - 1906年3月15日
- 三松小次郎 歩兵中佐：1906年3月15日 - 1907年11月23日
- 安藤正旗 歩兵中佐：1907年11月23日 - 1912年3月8日
- 柚原完蔵 歩兵中佐：1912年3月8日 - 1913年1月15日
- 山田四郎 歩兵大佐：1913年1月15日 - 1914年1月14日
- 牛円重二郎 歩兵中佐：1914年1月14日 - 1916年4月1日
- 住田陽 歩兵中佐：1916年4月1日 - 1917年8月6日
- 菅順蔵 歩兵中佐：1917年8月6日 -
- 福留亀太郎 歩兵大佐：不詳 - 1921年6月28日[13]
- 篠崎惣太郎 歩兵大佐：1921年6月28日[13] -
- 川勝郁郎 大佐：1941年11月15日 - 1945年3月9日[14]
- 澤木元雄 予備役陸軍少将：1945年3月9日[15] -

徳島連隊区兼徳島地区司令官
- 澤木元雄 予備役陸軍少将：1945年3月31日[16] -